# Rio Borcut (Someş)
O Rio Borcuţ é um rio da Romênia afluente do Rio Someşul Mare, localizado no distrito de Bistriţa-Năsăud.